# Arthrocnodax tanaceti
Arthrocnodax tanaceti är en tvåvingeart som beskrevs av Jean-Jacques Kieffer 1925. Arthrocnodax tanaceti ingår i släktet Arthrocnodax och familjen gallmyggor. Inga underarter finns listade i Catalogue of Life.